# (162000) 1990 OS
(162000) 1990 OS est un astéroïde Apollon et aréocroiseur, classé comme potentiellement dangereux. Il fut découvert par Eleanor Francis Helin à l'observatoire Palomar le 21 juillet 1990.